# ضريح صدام حسين
ضريح صدام حسين هو من الآثار الحديثة في العراق، والذي دفن فيه صدام حسين بعد إعدامه.

## الإعدام

مشهد يظهر اللحظات الأولى من تنفيذ حكم الإعدام شنقا بحق صدام حسين.

إعدام صدام حسين نفذ في العراق فجر يوم السبت حكم الإعدام الصادر بحق الرئيس العراقي السابق صدام حسين بعد إدانته بارتكاب جرائم ضد الإنسانية.ولقد تم إعدام صدام حسين فجر يوم عيد الأضحى (العاشر من ذو الحجة) الموافق 30 كانون الأول/ديسمبر 2006. وقد جرى ذلك بتسليمه الحكومة العراقية من قبل حرسه الأمريكي تلافياً لجدل قانوني في أمريكا التي اعتبرته أسير حرب. وقد استنكر المراقبون من جميع الاتجاهات والانتماءات السياسية هذا الاستعجال المستغرب لتنفيذ حكم الإعدام. وفي لحظة التنفيذ لم يبد على صدام حسين الخوف أو التوتر كما وأنه لم يقاوم أو يتصدى للرجال الملثمين الذين اقتادوه إلى حبل المشنقة.

## الضريح
دفن صدام في مسقط رأسه بالعوجة - في محافظة صلاح الدين - حيث قامت القوات الأمريكية بتسليم جثته لثلاثة أفراد من المحافظة أحدهم شيخ عشيرة ألبو ناصر (علي الندا) التي ينتمي لها، وتم إغلاق منافذ البلدة لحين الانتهاء من الصلاة عليه ودفنه في قاعة المناسبات الكبرى التي كان قد دفن فيها من قبل نجليه عدي وقصي وحفيده مصطفى الذين قُتلوا عام 2003 في الموصل على يد القوات الأمريكية بعد معركة استمرت خمس ساعات، حسب شهادة ابن عمه في مقابلة مع قناة الجزيرة، وأظهر ابن عمه آثار كدمات على وجهه، ولقد خرجت جماعات متفرقة في تكريت والمدن السنية لتأبينه وأقيمت مجالس العزاء في عدة مناطق وخاصة في منطقة الأعظمية التي تعتبر أهم معاقل السنة وخرج البعض في مظاهرات استنكارية راح ضحيتها المئات بين معتقل وقتيل، فيما تم تأبينه في عمان بمظاهرة كبيرة شاركت فيها ابنته رغد صدام حسين ومعظم القوى السياسية القومية والإسلامية وجرى تأبينه في معظم العواصم العربية والإسلامية والأراضي الفلسطينية ورثاه أكثر شعراء العرب ومفكريه واعتبروا أن طريقة ووقت إعدامه هو استفزاز وتنكيل للقادة العرب.

## تخريب القبر
نفت عشيرة صدام حسين ما أشاعته بعض وسائل الإعلام عن أن قبر صدام حسين في مسقط رأسه بالعوجة - 10 كلم جنوب تكريت - قد تعرض للتخريب أو لمحاولة القيام بعمل مسيء. ونقلت صحيفة الحياة اللندنية عن مصادر عشائرية، نفيها لما تردد عن أن عائلة حسين كامل زوج رغد الابنة الكبرى للرئيس الراحل ترددت إلى المدفن لإحداث تخريب فيه، موضحة أن أبناء عمومة صهر صدام شاركوا في دفن الرئيس ومجلس عزائه وأبدوا استعدادهم لتحمل تكاليفه.
وقال أحد حراس قاعة الاستراحة التي تضم قبر صدام وبرزان التكريتي وعواد البندر: إن أكثر من 80 شابًا من العوجة يتولون حراسة المدفن. وأضاف أن تسريب معلومات كاذبة عن تعرض مدفن الرئيس إلى تخريب يهدف إلى إثارة فتنة بين عائلة حسين كامل وأبناء عشيرة البيجات وتشويه سمعة العشيرة. ونشرت في وقت سابق صورًا لقبر الرئيس الراحل تظهر جموع العراقيين من شتى أنحاء البلاد وهم يتوافدون عليه لقراءة القرآن ترحمًا عليه، ومن بينهم مواطنون من مدينة الدجيل.
وكشفت مصادر في عشيرة البيجات البو ناصر أن مجلس عزاء صدام حسين كلف 32 مليون دينار عراقي - 25 ألف دولار - شاركت في دفعها عائلة صهره حسين كامل، فضلاً عن تكاليف أخرى أسهمت في تغطيتها عشائر عراقية أخرى شملت مواد عينية مثل أكياس الرز والسكر واللحوم والقهوة والشاي والسكر. وأوضح مصدر في عشيرة البيجات أن أبناء عمومة حسين كامل شاركوا في مجلس عزاء برزان التكريتي، وأبدوا استعدادهم لتحمل نفقات مجلس العزاء مع العشيرة.
بعد أن احتل تنظيم الدولة الإسلامية (داعش) أجزاء كبيرة من العراق في صيف 2014، بعد انسحاب الجيش العراقي من الموصل، سقطت مدن محافظة صلاح الدين في يد التنظيم، ومنها تكريت والعوجة حيث ضريح الرئيس صدام حسين، ولكن قوات وميليشيات الحشد الشعبي سيطرت على مدينة العوجة بعد فترة بسيطة وقامت بعد ذلك بممارسات ضد ضريح الرئيس صدام حسين، مثل تكسيره ومن ثم تفجيره، ولكن تقول مصادر من عائلة البوناصر أن أهالي ووجهاء المحافظة قد قاموا بنقل جثمان الرئيس إلى مكان آمن لأنهم كانوا يعلمون بذلك ولا يزال قبر الرئيس حتى اليوم 2019 مهدماً والجثمان محفوظ في مكان آخر ...
يذكر أن الشقيق الوحيد لحسين كامل الذي بقي على قيد الحياة بعد مقتله وأخيه صدام على يد عشيرة البيجات عام 1996م هو جمال كامل حيث اغتيل أيضًا على يد الميليشيات في بغداد بعد عودته من رحلة إلى عمان.

## القبر
أكد عدد من أفراد عشيرة صدام حسين بأن القبر مازال موجودا رغم التخريب وأن الجثمان نقل إلى مكان آمن قبل دخول داعش، وأن الضريح ما زال موجودا، وهذا معروف لأهل تكريت عموما بعيدا عن الشائعات، وأن الضريح يعتبر معلما تكريتيا معروفا رغم كل ماحصل ويحصل.

## وصلات خارجية
- شريط الفيديو المصور لإعدام صدام حسين على يوتيوب
- وصف الشريط على ال BBC
- وصف الشريط على جريدة دنيا الوطن
- وصف الشريط على قناة الجزيرة الاخبارية